# Isla Nescoco
Isla Nescoco är en ö i Mexiko. Den ligger i bukten Bahía San Ignacio och tillhör kommunen Guasave i delstaten Sinaloa, i den västra delen av landet. Arean är 5,7 kvadratkilometer.